# فرناندو دينيس (لاعب كرة قدم)
فرناندو دينيس (بالبرتغالية: Fernando Dinis‏) هو لاعب كرة قدم برتغالي في مركز الدفاع، ولد في 25 يوليو 1982 في فيلا ريال في البرتغال. لعب مع زاغويمبيه لوبين وسبورتينغ لشبونة ب ونادي أونياو دا ماديرا ونادي بوافيشتا ونادي بيرا مار.

## وصلات خارجية
- فرناندو دينيس (لاعب كرة قدم) على موقع قاعدة بيانات كرة القدم.إي يو (الإنجليزية)
- فرناندو دينيس (لاعب كرة قدم) على موقع Soccerway.com (الإنجليزية)